# ماكو إيواماتسو
ماكو إيوماتسو (بالإنجليزية:Mako Iwamatsu) (باليابانية:岩松 マコ) ، من مواليد 10 ديسمبر 1933 ، وتوفي بتاريخ 21 يوليو 2006 ، ممثل أمريكي معروف، ولد يابانياً في الأراضي الأمريكية، شارك في عدة أفلام ومنها فيلم كانون ذا باربريان و روبوكوب 3 ، كما أدى بالتمثيل الصوتي للمسلسل الكرتوني المعروف ساموراي جاك في دور الخصم اللدود أكـو .

## أعماله
- حصى الرمال (فيلم) (1966)
- The Bushido Blade  [لغات أخرى]‏ (1981)
- An Eye for an Eye  [لغات أخرى]‏ (1981)
- كونان البربري (1982)
- Testament (1983)
- كونان المدمر (1984)
- Tucker: The Man and His Dream (1988)
- The Perfect Weapon
- Sidekicks (1992)
- Highlander 3
- سبع سنوات في التبت (1997)
- بيرل هاربر (فيلم) (2001)
- Bulletproof Monk (2003)
- (2003)Avatar The last air bender
- تي إم إن تي (فيلم) (2007)

## وصلات خارجية
- ماكو إيواماتسو على موقع IMDb (الإنجليزية)
- ماكو إيواماتسو على موقع روتن توميتوز (الإنجليزية)
- ماكو إيواماتسو على موقع قاعدة بيانات الأفلام العربية
- ماكو إيواماتسو على موقع ألو سيني (الفرنسية)
- ماكو إيواماتسو على موقع تيرنر كلاسيك موفيز (الإنجليزية)
- ماكو إيواماتسو على موقع أول موفي (الإنجليزية)
- ماكو إيواماتسو على موقع قاعدة بيانات برودواي على الإنترنت (الإنجليزية)
- ماكو إيواماتسو على موقع قاعدة بيانات الأفلام السويدية (السويدية)
- ماكو إيواماتسو على موقع إن إن دي بي (الإنجليزية)
- ماكو إيواماتسو على موقع ديسكوغز (الإنجليزية)
- سيرة الممثل الأمريكي ماكو إيواماتسو
- A 1998 interview نسخة محفوظة 26 يونيو 2006 على موقع واي باك مشين. about Pacific Overtures